# 南軒
南軒（1517年—1597年），字叔後，號暘谷，學者稱渭上先生，陝西西安府華州渭南縣人，明朝政治人物、學者，進士出身。

## 生平
嘉靖十六年（1537年）丁酉科陝西鄉試舉人，三十二年（1553年）中式癸丑科進士，改翰林院庶吉士，以母憂歸，服除，授刑部主事，改吏部，三載考績，歷任吏部考功司員外郎、文選司郎中。四十二年五月被刑科左給事中陈瓒所劾，被調用南京考功司。四十三年同考京闈，明年擢四川按察司副使，管驛傳清軍，尋攝督學事。
隆慶元年（1567年）正月考察，以才力不及免。萬曆元年起知壽州，五月升直隸廣平府同知，萬曆二年（1574年）正月擢為四川僉事、分巡川南，丁父憂歸。六年（1578年）九月復除湖廣僉事，分部長沙，七年（1579年）六月升山東左參議，守東兖，以考察致仕歸，年甫逾六十。“壯遊金馬，閱銓曹，歷藩臬”。萬曆二十五年卒，年八十一。

## 著作
萬曆十八年（1590年），繼祖業編撰成《續渭南縣志》，還著有《資治通鑑綱目前編》、《關中文獻志》、《本宗譜》、《南氏全譜》、《渭上稿》、《渭上續稿》等。

## 墓葬
南軒墓在秦村祖茔。其墓志由户部尚书兼大学士沈一贯撰，合葬志由礼部尚书兼大学士沈鲤撰，碑文由吏部尚书兼大学士张位撰，墓表由吏部左侍郎劉元振撰。

## 家族
曾祖南珪；祖父南金，資縣教諭加贈奉政大夫戶部郎中；父南逢吉，雲南按察司提學副使。母李氏，封安人，加贈太安人。弟南轅，從弟南軨、南䪄。
长子南学仲，举嘉靖辛酉乡试第四，官怀庆府通判；次子南宪仲，万历甲戌进士，官枣强知县；三子南師仲為明朝禮部尚書；四子南仰仲，为诸生，早夭。孫南居益為明朝工部尚書。孫南居益，辛丑进士。